# Zabytkowe cmentarze Krosna

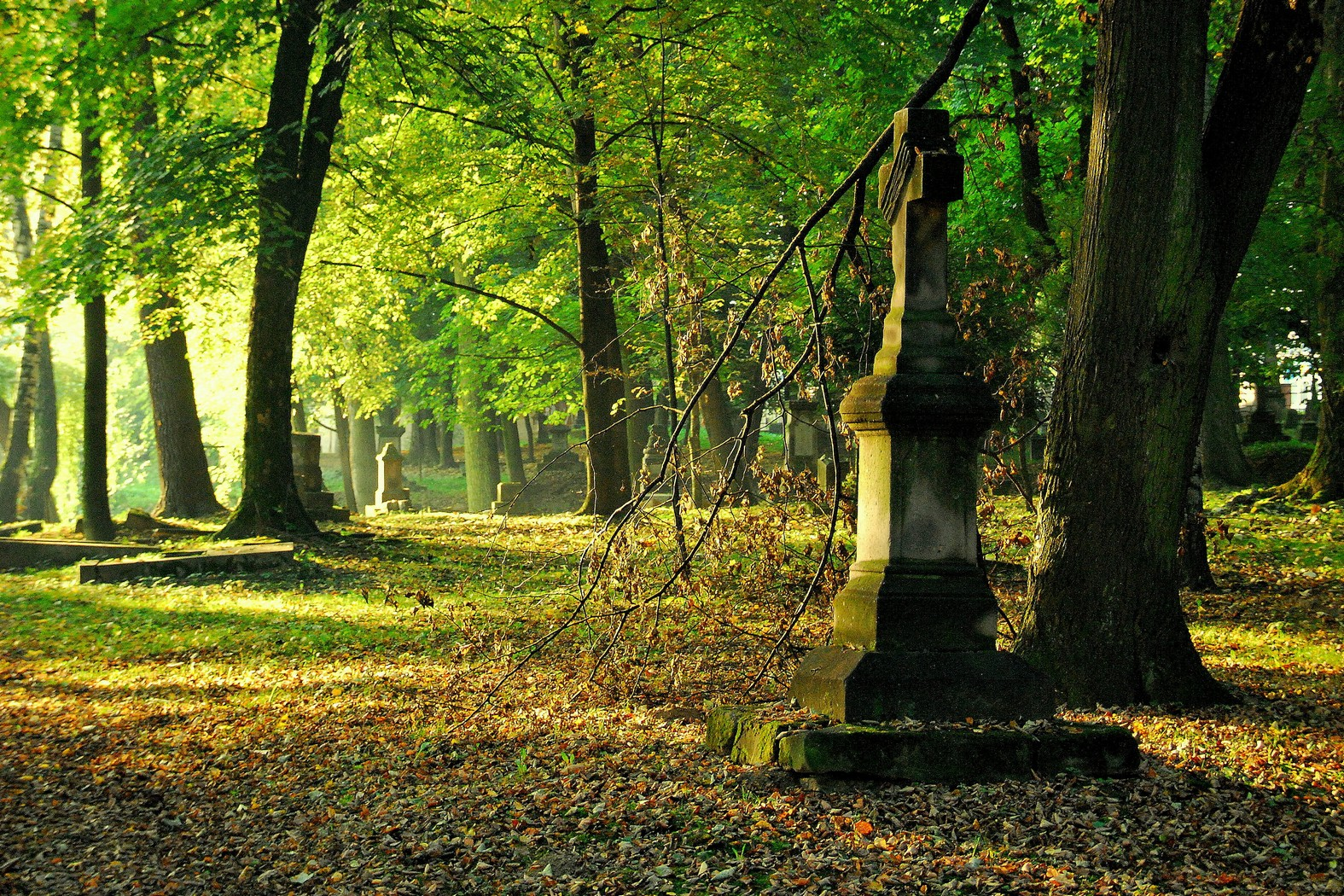
Stary Cmentarz w Krośnie

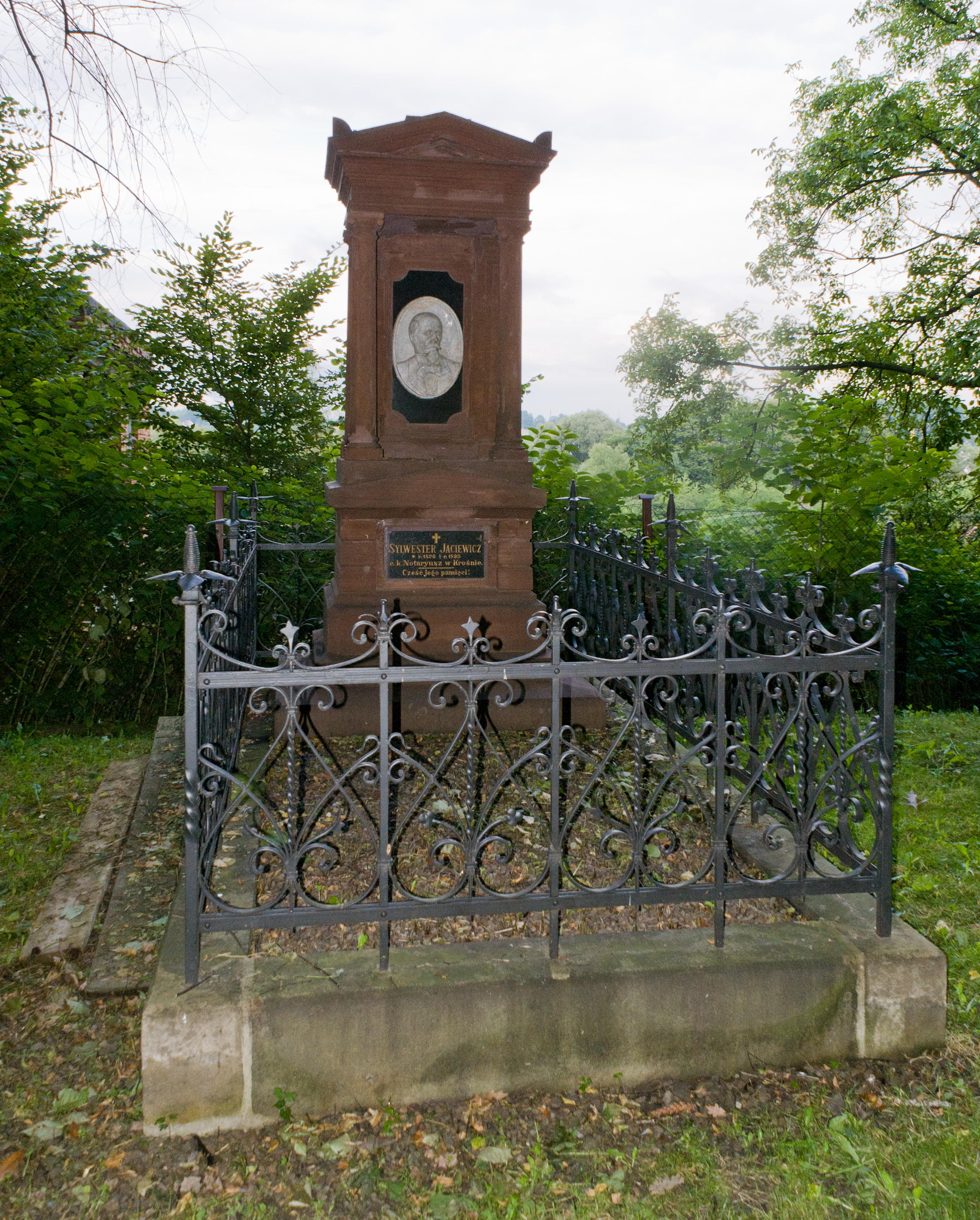
Grobowiec burmistrza Sylwestra Jaciewicza

W Krośnie aktualnie znajdują się trzy cmentarze, z czego w użyciu jest tylko Cmentarz Komunalny. Pozostałe dwa stanowią skarbnicę zabytkowych nagrobków i dostarczają wiedzę o przeszłości Krosna.

## Cmentarz Komunalny
Cmentarz Komunalny, gdzie istniały kwatery poległych w I wojnie światowej. Można tam zobaczyć wiele cennych nagrobków i rzeźb, np. Grób Nieznanego Żołnierza, kwatery z II wojny światowej i grobowce m.in.; generała brygady WP Józefa Kwaciszewskiego (1890–1958), dowódcy oddziałów AK: Franciszka Płonki, mjr Ernesta Buchty, Jana Kopystyńskiego – Jarząbka i wielu innych.

## Cmentarz żydowski

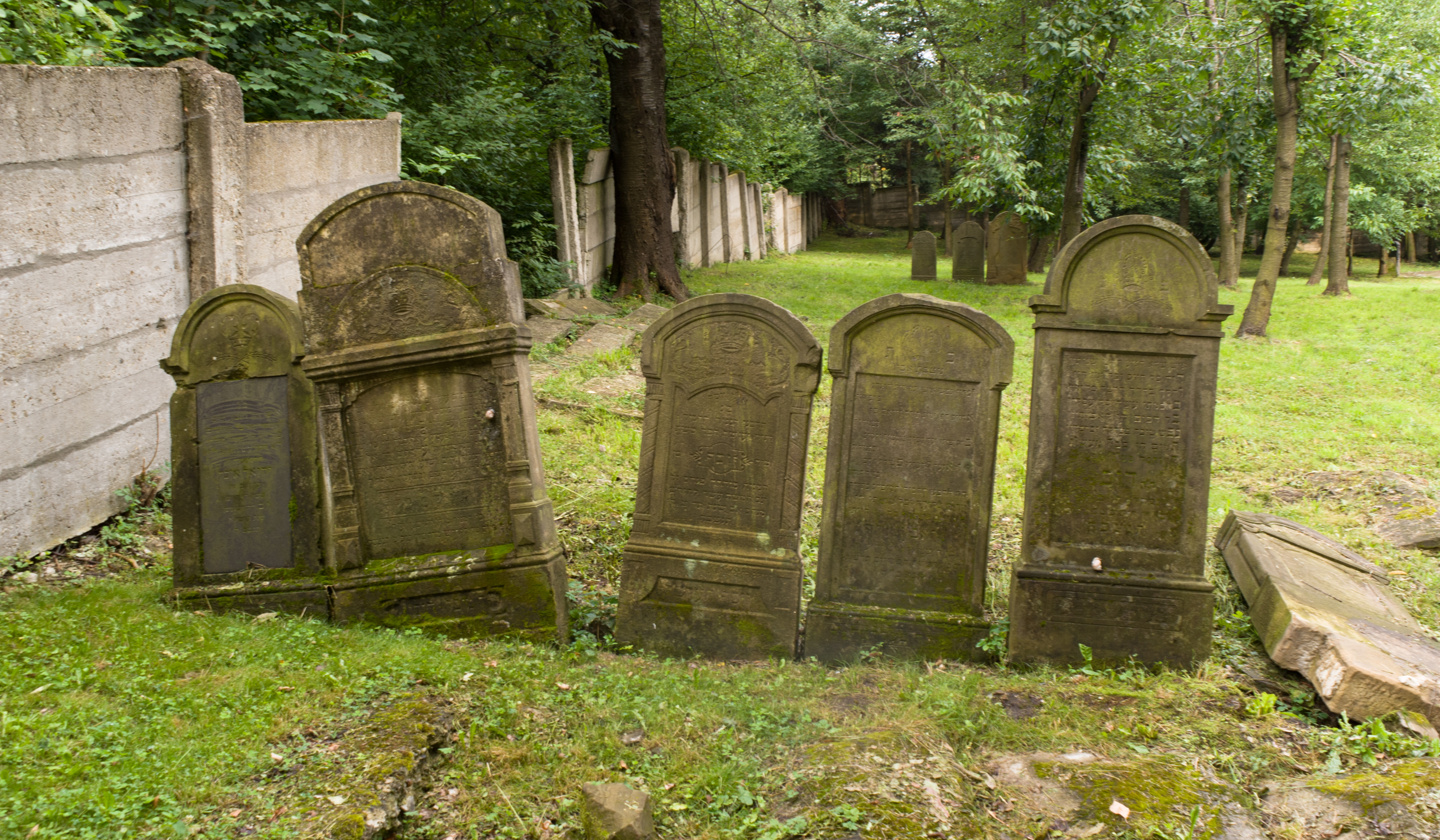
Cmentarz żydowski w Krośnie

Założony w drugiej połowie XIX wieku, prawdopodobnie w latach 1860–1870. Cmentarz ma powierzchnię około jednego hektara.
W czasie II wojny światowej zwożono tu zwłoki pomordowanych. W 1942 roku na cmentarzu izraelickim rozstrzeliwano krośnieńskich Żydów, w grudniu 1942 w masowej mogile pochowano zamordowanych kilkudziesięciu Żydów, w tym jedynego rabina krośnieńskiej gminy żydowskiej Samuela Ozon Führera. Mogiła ta znajduje się w północno-wschodniej części cmentarza. W czasie wojny cmentarz został ograbiony z większości znajdujących się na nim nagrobków. Od zupełnego zniszczenia uchroniło go zdecydowane działanie nielicznych krośnian wyznania mojżeszowego, którzy ocaleli z pogromu II wojny światowej i w 1946 roku odwiedzili rodzinne miasto i odzyskali skradzione macewy.
Obecnie cmentarz żydowski jest jedynym śladem obecności Żydów w Krośnie. Położony jest na Zawodziu przy ulicy Seweryna Goszczyńskiego – brama na cmentarz znajduje się od strony ul. ks. Sarny. Na cmentarzu zachowało się około 250 macew w różnym stanie. Najcenniejszy jest pomnik Bernarda Münza z 1930 roku przypominający swym kształtem złamaną jabłoń. Na cmentarzu jest pochowany m.in. Abraham Dym – radny miasta Krosna z okresu międzywojennego.
Nie jest to duża nekropolia, a wynika to stąd, że w Krośnie nie było tradycji osiedlania się Żydów. Związane to było z dwoma powodami:
1. do 1772 roku (do zajęcia Krosna przez zaborcze wojska austriackie), Krosno posiadało przywilej królewski (potwierdzony po raz ostatni przez króla Stanisława Augusta Poniatowskiego w 1764 r.) de non tolerandis Judaeis, na mocy którego Żydzi mieli zakaz osiedlania się w Krośnie, zaś mieszczanie za zabicie Żyda z Korczyny lub Rymanowa nie ponosili żadnej odpowiedzialności,
2. do roku 1864 w Cesarstwie Austriackim obowiązywał zakaz przemieszczania się Żydów z miejsca na miejsce, tak, że dopiero po tym roku następuje napływ ludności żydowskiej do Krosna. Stąd największy procent ludności miasta Żydzi osiągają w 20-leciu międzywojennym (ok. 20%).

Od 2002 roku cmentarzem opiekuje się Stowarzyszenie „Olszówka” prowadząc prace odnowieniowe – usunięto kilka ton śmieci, wykonano podstawowe prace ogrodnicze, odnowiono bramę, zamieszczono nowe tablice informacyjne, zabezpieczono studnię, wykonano fotograficzną inwentaryzację obiektu, dzięki pracom odkryto około 100 macew, do których wcześniej nie można było podejść, bowiem skrywały je wysokie, gęste zarośla i krzewy. Stowarzyszenie popularyzuje również wiedzę historyczno-kulturową dotyczącą cmentarza i Żydów krośnieńskich organizując zajęcia edukacyjne na terenie cmentarza. Prace odnowieniowe powinny się zakończyć w 2010 roku.
Obecnie krośnieński cmentarz jest jednym z najlepiej utrzymanych cmentarzy żydowskich na Podkarpaciu.

## Cmentarz żołnierzy radzieckich

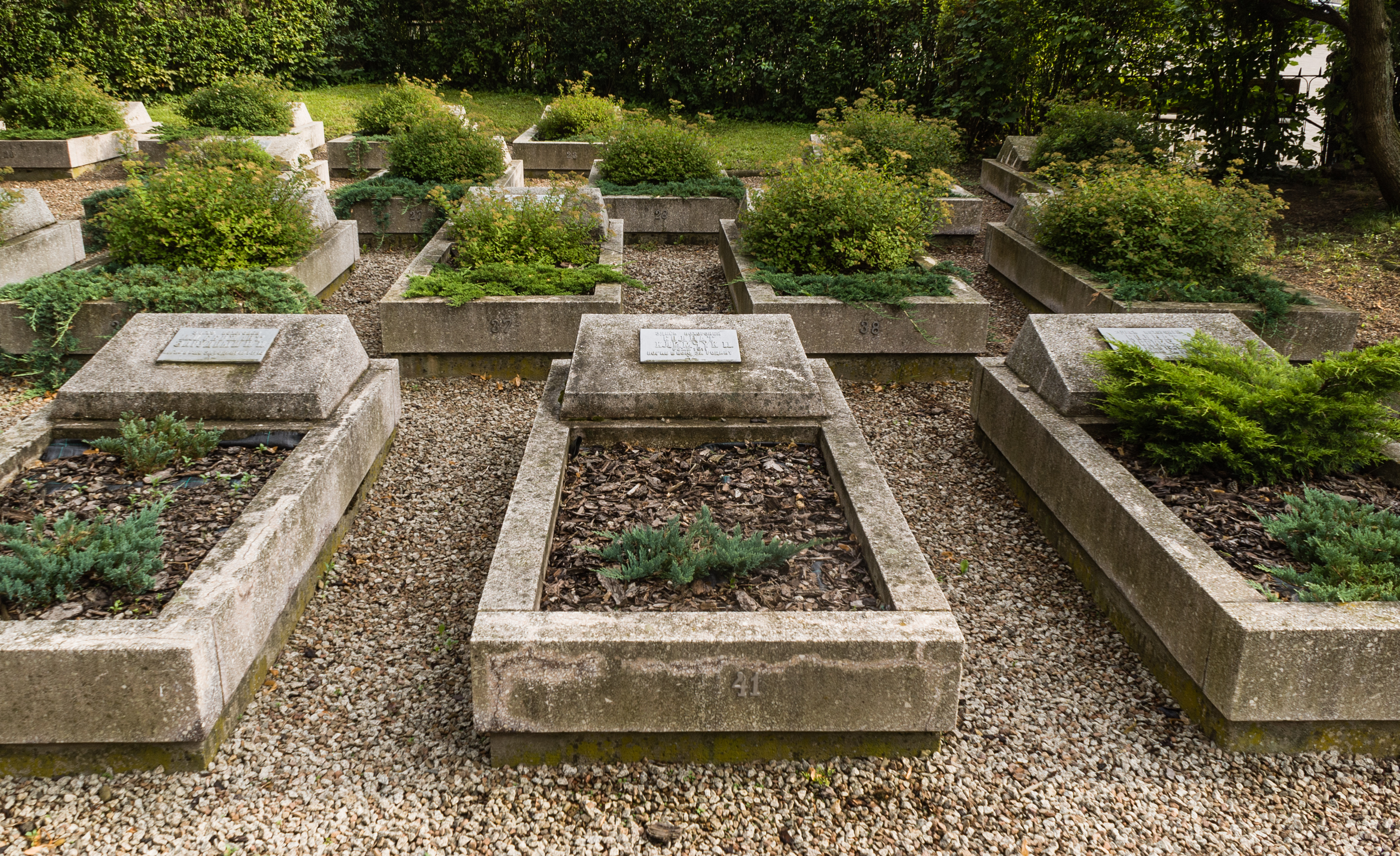
Cmentarz żołnierzy radzieckich w Krośnie

Cmentarz żołnierzy radzieckich znajduje się na pl. 3 Maja w pobliżu kościoła oo. Kapucynów. Mieści 25 mogił kryjących prochy żołnierzy radzieckich, poległych podczas walk o Krosno 11 września 1944 r. (140 Dywizja Piechoty 67 Korpusu Armijnego 28 Armii i 25 Samodzielny Korpus Pancerny 1 Frontu Ukraińskiego).